# Научный центр РАН в Черноголовке
Научный центр РАН в Черноголовке — научно-исследовательский центр, расположенный в Московской области, городе Черноголовка. В состав центра входит 7 научных учреждений. Основоположником Научного центра РАН в Черноголовке является Институт проблем химической физики РАН.

## История научного центра
1946 год — постановлением Совета Министров СССР поручено Институту химической физики (ИХФ) комплекс теоретических и экспериментальных работ по атомному проекту;
28 февраля 1956 года — вышло распоряжением Совета Министров СССР о строительстве научно исследовательского полигона при Институте химической физики АН СССР;
1953 год — институту химической физики АН СССР поручено организовать научно-исследовательские и опытно-технологические работы по созданию мощных взрывчатых веществ и исследования по разработке высокоэнергетических твердых ракетных топлив;
1962 год — организован Ногинский научный центр (ННЦ АН СССР);
1963 год — создан Институт физики твердого тела;
1965 год — создан Институт теоретической физики им. Л. Д. Ландау;
1967 год — открыт дом учёных;
1969 год — организован Институт экспериментальной минералогии;
1970 год — начато строительство Экспериментального завода научного приборостроения АН СССР;
1973 год — построен Экспериментальный завод научного приборостроения АН СССР;
с 1978 по 1987 год — созданы Институт физиологически активных веществ, Институт проблем технологии микроэлектроники и особо чистых материалов, Филиал Института энергетических проблем химической физики;
1987 год — создан Институт структурной макрокинетики и проблем материаловедения;
1997 год — организован Институт проблем химической физики РАН.

## Состав научного центра
В состав научного центра входит 7 академических институтов:
- Институт проблем химической физики РАН
- Институт физики твердого тела РАН
- Институт теоретической физики имени Л. Д. Ландау РАН
- Институт проблем технологии микроэлектроники и особочистых материалов РАН
- Институт физиологически активных веществ РАН
- Институт экспериментальной минералогии имени академика Д. С. Коржинского РАН
- Институт структурной макрокинетики и проблем материаловедения имени А. Г. Мержанова РАН